# Simon Gorečnik
Simon Gorečnik (tudi Simon Kananej ali Simon Zelot) je bil eden od dvanajstih Jezusovih apostolov.

## Ime
Ime Simon (hebrejsko: שמעון‎ [Šimon] = Poslušajoči) je bilo precej pogosto, zato so se različni Simoni ločili po vzdevkih. Apostol Simon je bil znan kot Kananej (Kananejec) ali Zelot. Oba izraza označujeta, da je pripadal stranki gorečnežev (zelotov), zato vzdevek slovenimo kot Simon Gorečnik.
Poleg Simona Gorečnika Sveto pismo omenja še naslednje osebe z istim imenom: Simon Peter, Simon Jezusov brat (Mr 6,3), Simon Gobavec (Mt 26,6-13), Simon iz Kirene (Mr 15,21). Domnevno so to različne osebe.

## Življenje
O življenju Simona Gorečnika je izredno malo znanega. Domnevno je najprej oznanjal Jezusov nauk v Egiptu, pozneje pa se je pridružil apostolu Judu Tadeju v Perziji in Armeniji, kjer je doživel mučeniško smrt.

## God
Simon Gorečnik goduje 28. oktobra po katoliškem oziroma 10. maja po pravoslavnem koledarju.